# Nasigona
Nasigona is een geslacht van kevers uit de familie bladkevers (Chrysomelidae).
De wetenschappelijke naam van het geslacht werd in 1902 gepubliceerd door Martin Jacoby.

## Soorten
- Nasigona chlorotica Bechyne, 1997
- Nasigona vestitula Bechyne, 1997